# Saint-Julien-lès-Russey
Pour les articles homonymes, voir Saint-Julien.
Saint-Julien-lès-Russey est une commune française située dans le département du Doubs, la région culturelle et historique de Franche-Comté et la région administrative Bourgogne-Franche-Comté.

## Géographie

### Toponymie
Ecclesia de Sancto Juliano au XIVe siècle ; Saint Julyen en 1494 ; Sainct Juliain en 1600 ; Saint-Julien-en-Montagne aux XVIIe siècle et XVIIIe siècle.

### Climat
Pour des articles plus généraux, voir Climat de la Bourgogne-Franche-Comté et Climat du Doubs.
En 2010, le climat de la commune est de type climat de montagne, selon une étude du Centre national de la recherche scientifique s'appuyant sur une série de données couvrant la période 1971-2000. En 2020, Météo-France publie une typologie des climats de la France métropolitaine dans laquelle la commune est exposée à un climat de montagne ou de marges de montagne et est dans la région climatique  Jura, caractérisée par une forte pluviométrie en toutes saisons (1 000 à 1 500 mm/an), des hivers rigoureux et un ensoleillement médiocre. 
Pour la période 1971-2000, la température annuelle moyenne est de 7,4 °C, avec une amplitude thermique annuelle de 16,7 °C. Le cumul annuel moyen de précipitations est de 1 488 mm, avec 12,3 jours de précipitations en janvier et 11,3 jours en juillet. Pour la période 1991-2020, la température moyenne annuelle observée sur la station météorologique de Météo-France la plus proche, « Le Russey », sur la commune du Russey à 6 km à vol d'oiseau, est de 7,9 °C et le cumul annuel moyen de précipitations est de 1 667,0 mm. 
La température maximale relevée sur cette station est de 36 °C, atteinte le 25 juillet 2019 ; la température minimale est de −32 °C, atteinte le 9 janvier 1985,,. 
Les paramètres climatiques de la commune ont été estimés pour le milieu du siècle (2041-2070) selon différents scénarios d'émission de gaz à effet de serre à partir des nouvelles projections climatiques de référence DRIAS-2020. Ils sont consultables sur un site dédié publié par Météo-France en novembre 2022.

## Urbanisme

### Typologie
Au 1er janvier 2024, Saint-Julien-lès-Russey est catégorisée commune rurale à habitat dispersé, selon la nouvelle grille communale de densité à 7 niveaux définie par l'Insee en 2022.
Elle est située hors unité urbaine et hors attraction des villes,.

### Occupation des sols
L'occupation des sols de la commune, telle qu'elle ressort de la base de données européenne d’occupation biophysique des sols Corine Land Cover (CLC), est marquée par l'importance des forêts et milieux semi-naturels (59,7 % en 2018), une proportion sensiblement équivalente à celle de 1990 (59,2 %). La répartition détaillée en 2018 est la suivante : 
forêts (59,7 %), prairies (40,3 %). L'évolution de l’occupation des sols de la commune et de ses infrastructures peut être observée sur les différentes représentations cartographiques du territoire : la carte de Cassini (XVIIIe siècle), la carte d'état-major (1820-1866) et les cartes ou photos aériennes de l'IGN pour la période actuelle (1950 à aujourd'hui).

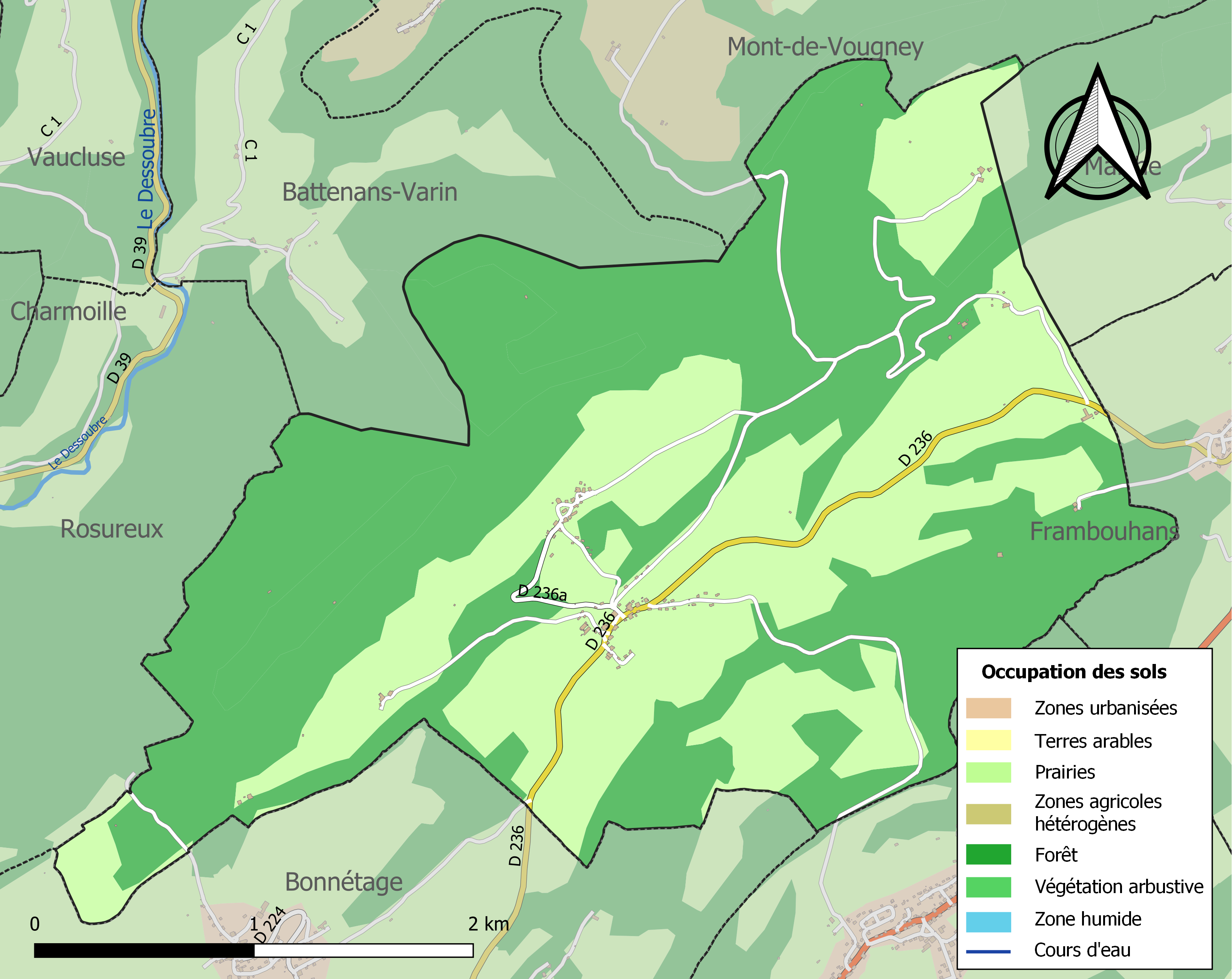
Carte des infrastructures et de l'occupation des sols de la commune en 2018 (CLC).

## Histoire
Saint-Julien-lès-Russey a été au Moyen Âge un fief dépendant de la baronnie de Belvoir. On trouve encore les vestiges d'un château féodal surplombant la rive droite du Dessoubre.
Les barons de Belvoir avaient construit ce château, dont une porte à voûte était tournée vers Bonnétage, flanquée de deux petites tours et d’un pont-levis ; en 1474, la forteresse tombe aux mains des Suisses qui la détruisirent.
.

## Héraldique
| Blason de Saint-Julien-lès-Russey | Blason  | Neuf points (équipollés cinq et quatre).         |
| Blason de Saint-Julien-lès-Russey | Détails | Le statut officiel du blason reste à déterminer. |

## Politique et administration
| Période                                  | Période  | Identité         | Étiquette | Qualité              |
| ---------------------------------------- | -------- | ---------------- | --------- | -------------------- |
| avant 1981                               | ?        | Gérard Arnoux    | DVG       |                      |
| mars 2008                                | 2014     | Samuel Arnoux    |           |                      |
| mars 2014                                | mai 2020 | Serge Lab        | UMP-LR    | Agriculteur retraité |
| mai 2020                                 | En cours | Pierre Burnequez |           |                      |
| Les données manquantes sont à compléter. |          |                  |           |                      |

## Démographie
L'évolution du nombre d'habitants est connue à travers les recensements de la population effectués dans la commune depuis 1793. Pour les communes de moins de 10 000 habitants, une enquête de recensement portant sur toute la population est réalisée tous les cinq ans, les populations de référence des années intermédiaires étant quant à elles estimées par interpolation ou extrapolation. Pour la commune, le premier recensement exhaustif entrant dans le cadre du nouveau dispositif a été réalisé en 2007.

En 2022, la commune comptait 182 habitants, en évolution de +6,43 % par rapport à 2016 (Doubs : +1,88 %, France hors Mayotte : +2,11 %).
| 1793 | 1800 | 1806 | 1821 | 1831 | 1836 | 1841 | 1846 | 1851 |
| ---- | ---- | ---- | ---- | ---- | ---- | ---- | ---- | ---- |
| 245  | 242  | 299  | 276  | 264  | 285  | 271  | 267  | 273  |

| 1856 | 1861 | 1866 | 1872 | 1876 | 1881 | 1886 | 1891 | 1896 |
| ---- | ---- | ---- | ---- | ---- | ---- | ---- | ---- | ---- |
| 275  | 290  | 282  | 275  | 274  | 243  | 265  | 272  | 245  |

| 1901 | 1906 | 1911 | 1921 | 1926 | 1931 | 1936 | 1946 | 1954 |
| ---- | ---- | ---- | ---- | ---- | ---- | ---- | ---- | ---- |
| 256  | 222  | 210  | 159  | 175  | 181  | 188  | 160  | 153  |

| 1962 | 1968 | 1975 | 1982 | 1990 | 1999 | 2006 | 2007 | 2012 |
| ---- | ---- | ---- | ---- | ---- | ---- | ---- | ---- | ---- |
| 145  | 142  | 151  | 143  | 114  | 112  | 144  | 148  | 146  |

| 2017 | 2022 | - | - | - | - | - | - | - |
| ---- | ---- | - | - | - | - | - | - | - |
| 180  | 182  | - | - | - | - | - | - | - |

## Lieux et monuments
- L'église de Saint-Julien fondée en 1024 comme indiqué par l'inscription sur une pierre incrustée dans le pavé près de l'autel de la Vierge ; on peut lire : EVH.DOFI.AIN.MA.FA.1024 (" Ecclesia vici hujus, de oblationibus fidelium, anno incarnationis, monasterio Agaunensi facta 1024", "l'église de ce village a été construite avec les offrandes des fidèles, l'année de l'incarnation 1024, par les soins de l'abbaye d'Agaune").
- La chapelle Notre-Dame-de-Lourdes.
- Les deux fontaines.
- Des fermes typiques.
- Points de vue sur la vallée du Dessoubre.
- Sentiers de randonnées.
- Plusieurs grottes dont la grotte de Sarradin qui servit de refuge à la population durant la guerre de Dix Ans et qui fut aussi un point de passage pour plusieurs contrebandiers au XIXe siècle[20].

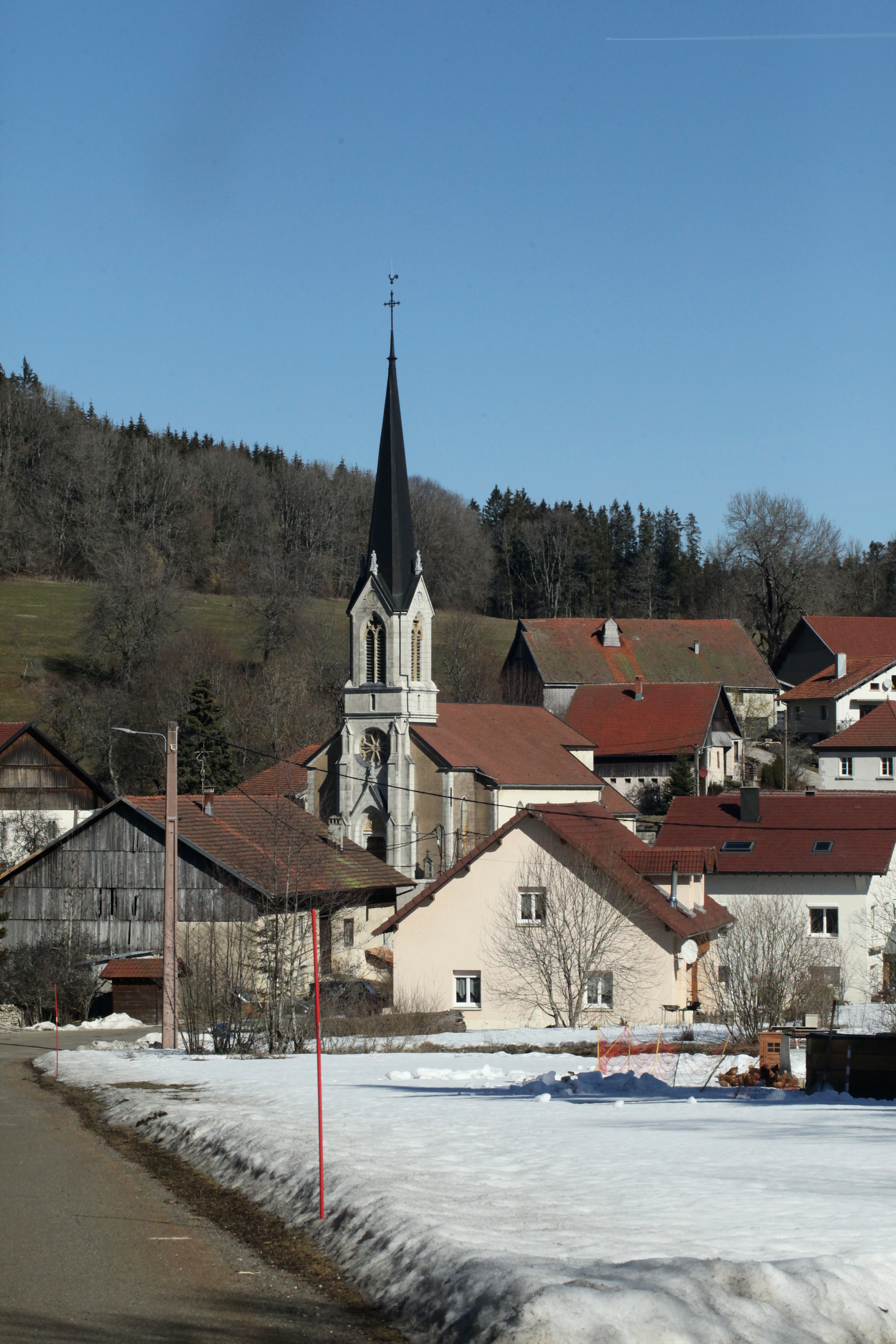
L'église.
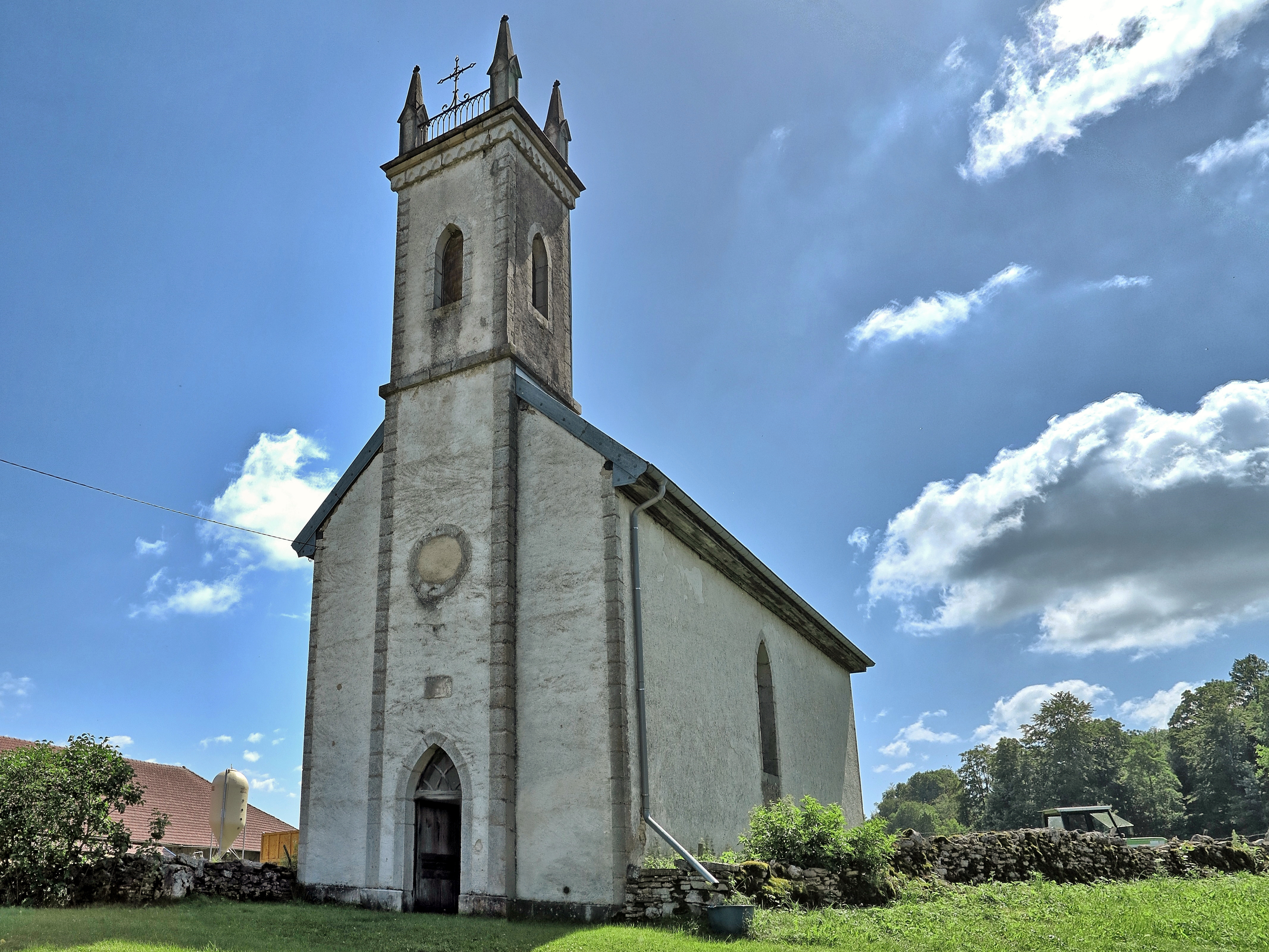
La chapelle.
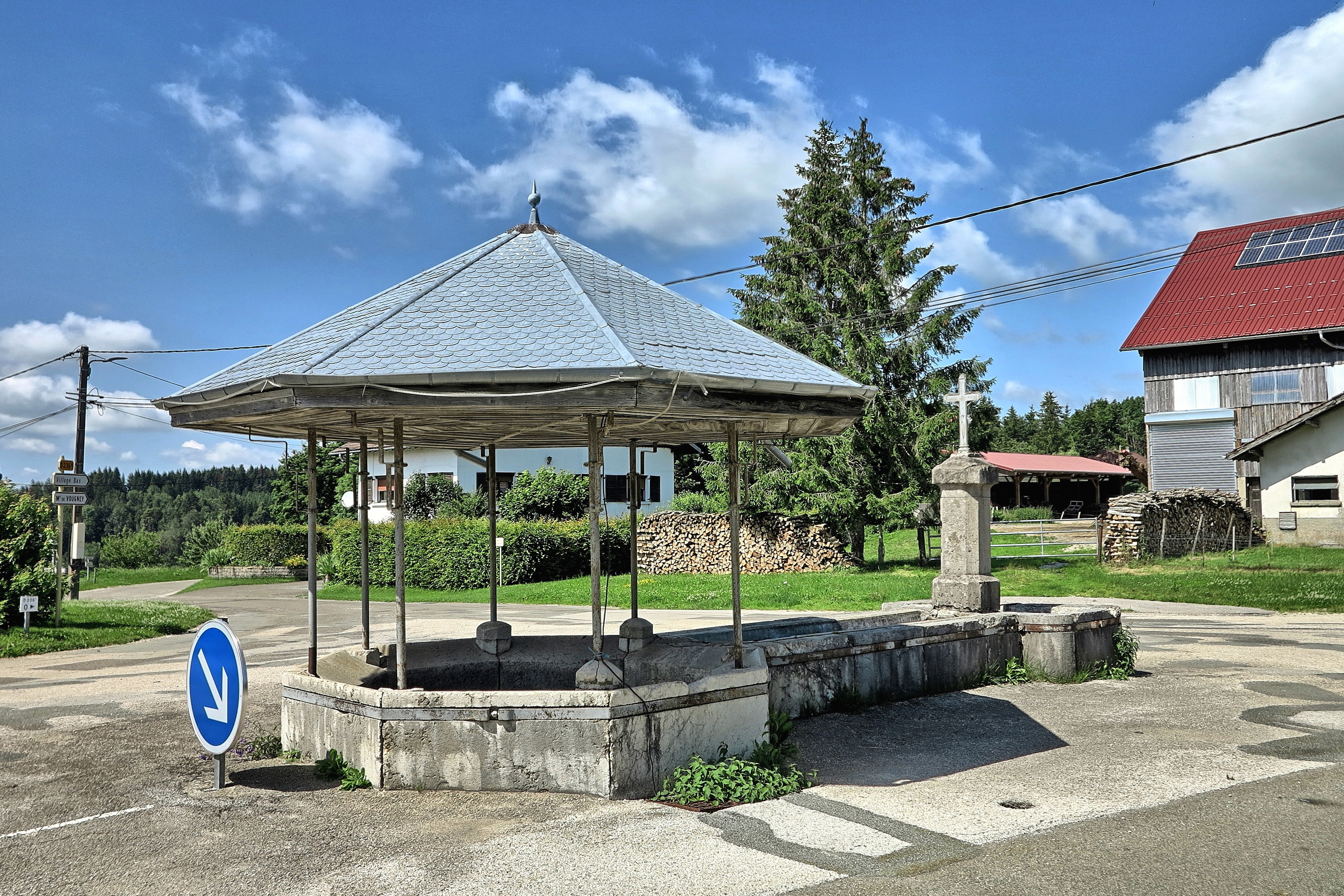
La fontaine du haut.
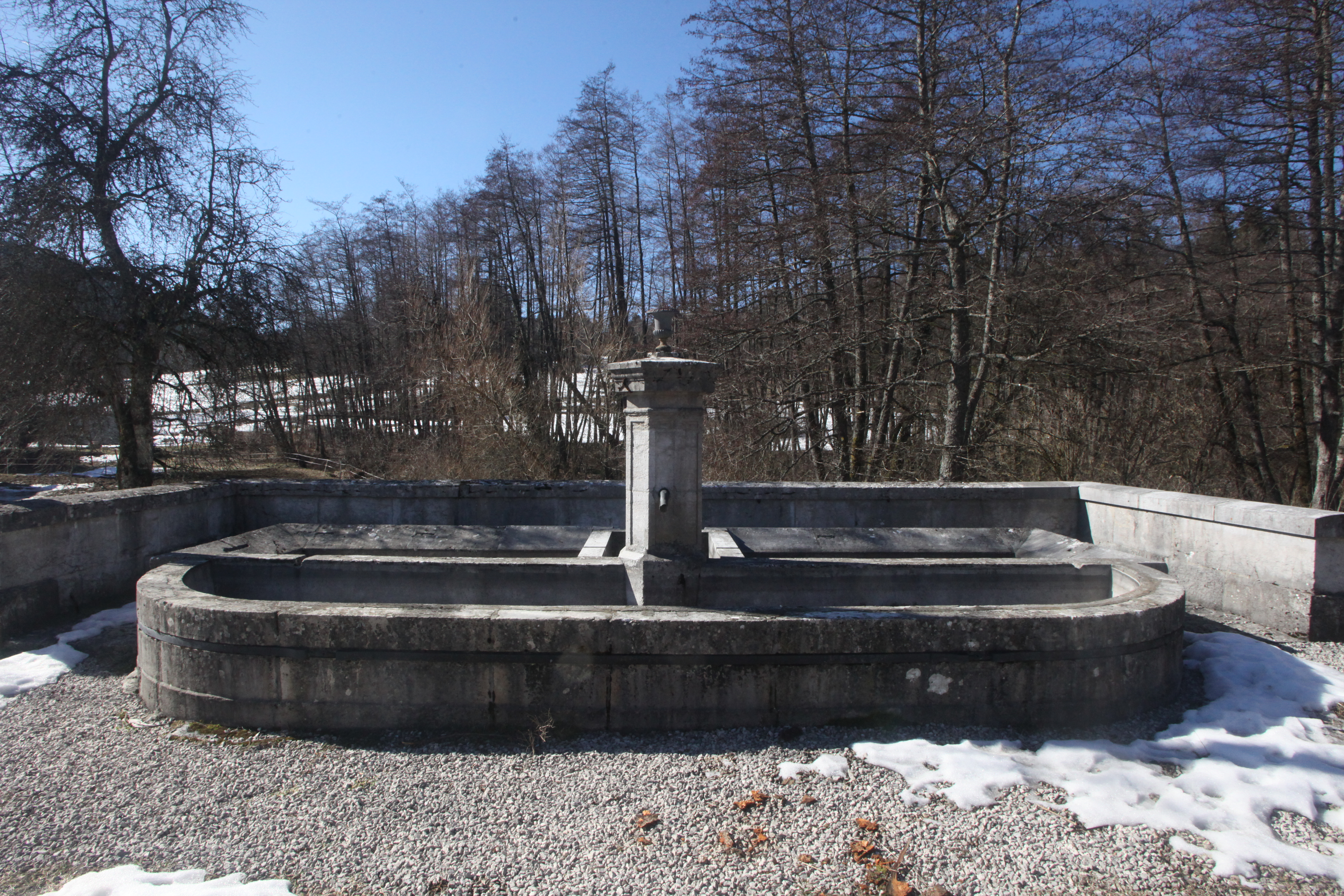
La fontaine du bas.
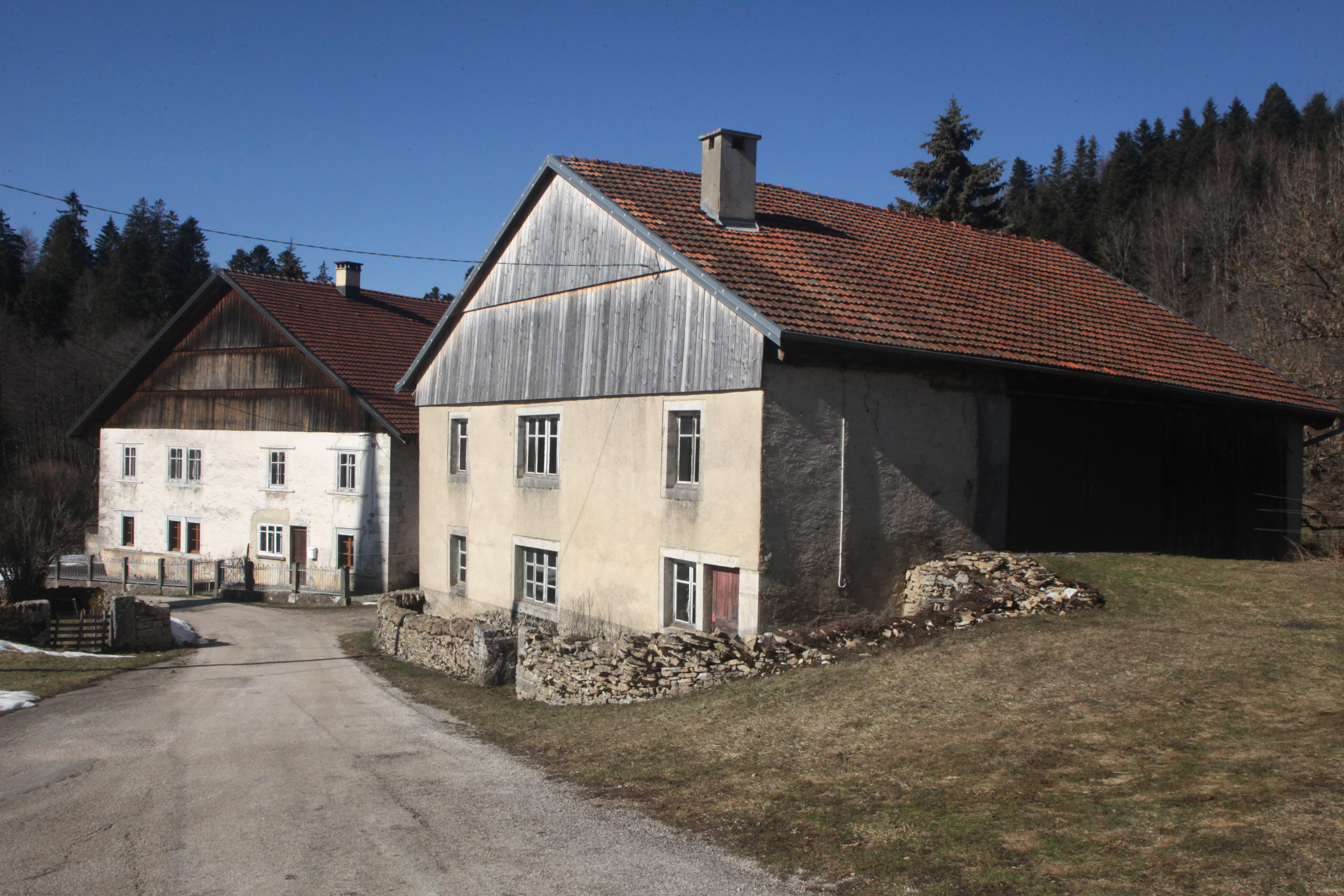
Fermes typiques.
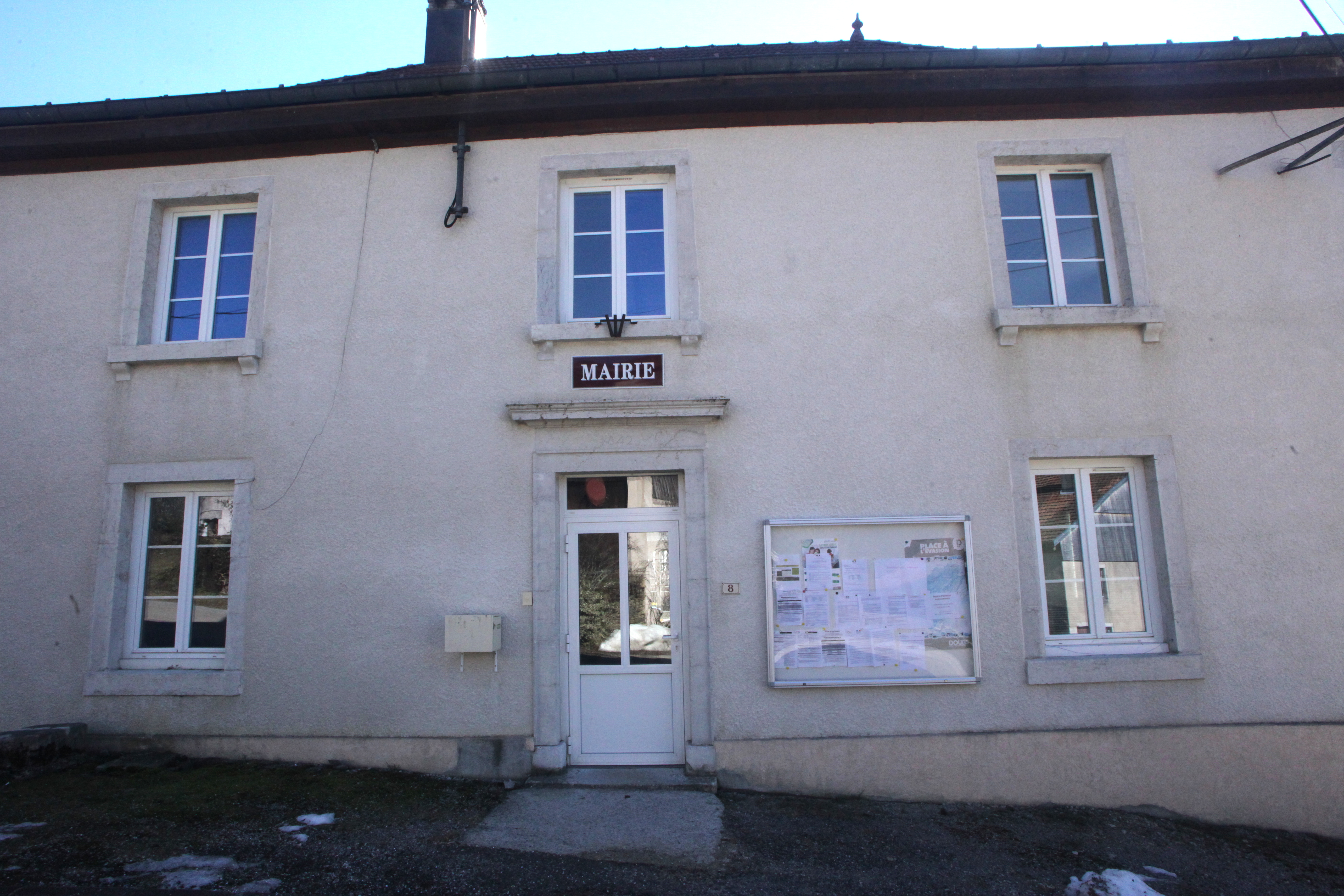
La mairie.

## Personnalités liées à la commune
Claude-François Peletier, né vers 1620, intendant général de la maison de Cusance. En 1657-58, il obtient l’élargissement de Charles IV de Lorraine et le décide à régulariser son alliance avec Béatrix de Cusance (il sera sur ce sujet l’auteur d’un poème de 1076 vers). Son fils avocat et juge fut garde de la monnaie de Besançon.